# 馮道根
馮道根（ふう どうこん、463年 - 520年）は、南朝斉から梁にかけての軍人。字は巨基。本貫は順陽郡酇県。

## 経歴
若くして父を失い、家は貧しく、雇われ賃仕事をして母を養った。13歳のとき、孝行で郷里に知られた。郡に召し出されて主簿とされたが、断って就任しなかった。16歳のとき、同郷の蔡道斑が湖陽戍主となり、少数民族の拠る蛮錫城を攻撃したが、かえって不利に陥った。道根が蔡道斑を救援し、1頭の馬で転戦して多くの敵を殺傷したので、蔡道斑は落命を免れた。
建武4年（497年）、北魏の孝文帝が南征して南陽郡など5郡を攻略すると、斉の明帝は太尉の陳顕達を派遣して奪回に向かわせた。陳顕達の軍が汮口に入ると、道根は郷里の人々とともに牛や酒を軍中に進上し、陳顕達に面会すると、戦艦を酇城で乗り捨てて、徒歩で進軍するように勧めた。陳顕達はこれを聞き入れなかったが、道根は私兵を連れて従軍した。陳顕達は敗れて夜間に敗走したが、道根が山路を案内したため、無事に撤退することができた。まもなく道根は汮口戍の副将となった。
永元年間、母が死去したため、道根は家に帰って喪に服した。蕭衍が東征の軍を起こしたと聞くと、郷里の子弟や精兵を率いて蕭衍に帰順した。蔡道福が将軍として従軍したため、道根はその副将となり、ともに王茂の麾下に属した。王茂が沔水流域に進出し、郢州の州城を攻撃し、加湖を攻略するにあたって、道根はつねに軍の先頭に立って敵陣を攻め落とした。たまたま蔡道福が軍中で死去すると、道根は蕭衍の命を受けてその部衆を引き継いだ。東征軍が新林に宿営すると、道根は王茂に従って朱雀航で東昏侯の軍と会戦し、軍功は最多であった。天監元年（502年）、蕭衍（梁の武帝）が帝位につくと、道根は驍騎将軍となり、増城県男に封じられた。文徳帥を兼ね、游撃将軍に転じた。この年、江州刺史の陳伯之が反乱を起こすと、道根は王茂に従ってこれを平定した。
天監2年（503年）、寧朔将軍・南梁郡太守となり、阜陵城戍を兼ねた。阜陵に着任すると、城壁を修復して、斥候を遠方に送った。あたかも敵がまもなくやってくるかのような処置だったため、阜陵の人々はこれを笑っていた。城壁の修復が終わらないうちに、北魏の将軍の党法宗と傅豎眼が2万の兵を率いて阜陵の城下に殺到した。城の堀や塁壁は堅固でなく、城中の兵は少なかったため、阜陵の人々はあわてふためいた。道根は精鋭200人を選抜し、出撃して魏軍と戦い、撃破した。魏軍は悠揚と構えていたため、緒戦の敗北に驚き、阜陵城下から撤退した。このとき北魏は大小峴や東桑などの城に兵を分けて、連係を維持していた。北魏の将軍の高祖珍が3000騎を率いてそのあいだにいたが、道根は100騎を率いて高祖珍の軍を横撃して破った。これにより魏軍の兵糧運搬が杜絶し、魏軍は撤退した。道根は輔国将軍に転じた。
天監4年（505年）、豫州刺史の韋叡が合肥を包囲して攻め落とした。このとき道根は参戦して功績を挙げた。天監6年（507年）、魏軍が鍾離を攻撃すると、武帝は韋叡にその救援を命じた。道根は3000人を率いて韋叡の軍の先鋒を務めた。道根は徐州に到着すると、邵陽洲に即席の城塞を建造する計画を主導し、塁を築いて堀を掘り、一夜のうちに完成させて魏軍を驚かせた。淮水が増水すると、道根は戦艦に乗りこみ、北魏が淮水に架けた橋を焼き討ちにして、魏軍を敗走させた（鍾離の戦い）。道根の爵位は伯になった。建康に召還されて雲騎将軍に転じ、直閤将軍を兼ね、豫寧県伯に改封された。中権中司馬・右游撃将軍・武旅将軍・歴陽郡太守を歴任した。天監8年（509年）、仮節・貞毅将軍・都督豫州諸軍事・豫州刺史に転じ、南汝陰郡太守を兼ねた。その統治は清廉簡明で、領内は安定した。天監11年（512年）、建康に召還されて太子右衛率となった。天監13年（514年）、信武将軍・宣恵司馬・新興永寧二郡太守として出向した。天監14年（515年）、建康に召還されて員外散騎常侍・右游撃将軍となり、朱衣直閤を兼ねた。天監15年（516年）、右衛将軍となった。
道根は木訥寡黙で、性格は慎み深く温厚であり、将軍としては部下をよく統率して、掠奪をおこなわなかった。自らの戦功については語らず、諸将と功を争わなかった。沈約は「これ陛下の大樹将軍なり」と評した。道根は若いころ学問せず、顕位にのぼって読書をはじめ、自らは「少文」といっていた。前漢の周勃の器量を慕っていた。
天監16年（517年）、仮節・都督豫州諸軍事・信武将軍・豫州刺史とされた。出立に際して、武帝は武徳殿で送別の宴を設け、画工を召し出して道根の肖像画を描かせた。道根は豫州に着任してほどなく病にかかり、自ら上表して帰還を願い出た。建康に召還されて散騎常侍・左軍将軍となった。普通元年（520年）1月、道根は死去した。享年は58。信威将軍・左衛将軍の位を追贈された。諡は威といった。
子の馮懐が後を嗣いだ。

## 伝記資料
- 『梁書』巻18 列伝第12
- 『南史』巻55 列伝第45